# Старий Рахув
Старий Рахув (пол. Stary Rachów) — село в Польщі, у гміні Аннополь Красницького повіту Люблінського воєводства.
Населення — 158 осіб (2011).
У 1975-1998 роках село належало до Тарнобжезького воєводства.

## Демографія
Демографічна структура станом на 31 березня 2011 року:
|          | Загалом | Допрацездатний вік | Працездатний вік | Постпрацездатний вік |
| -------- | ------- | ------------------ | ---------------- | -------------------- |
| Чоловіки | 83      | 20                 | 51               | 12                   |
| Жінки    | 75      | 17                 | 38               | 20                   |
| Разом    | 158     | 37                 | 89               | 32                   |